# کاتوری میواکو
کاتوری میواکو (به ژاپنی: 楫取美和子)؛(زاده ۱ ژانویهٔ ۱۸۴۳ درگذشته ۷ سپتامبر ۱۹۲۱)، خواهر یکی از برجسته‌ترین روشنفکران ژاپن در دوره ساکوکو در زمان شوگونسالاری توکوگاوا بنام یوشیدا شواین بود. برادر وی سهم عمده‌ای در اصلاحات میجی داشت.